# Jessica Santacruz
Jessica Antonella Santacruz Cáceres (nacida el 22 de enero de 1990) es una futbolista paraguaya que juega en el club austríaco FC Wacker Innsbruck . Tuvo un paso en 2011 por los Friends Falcons, el equipo de fútbol de la Universidad Friends en Wichita (Kansas).
De 2010 a 2014 fue miembro de la selección nacional femenina de Paraguay. Jugó para Paraguay en la categoría absoluta en dos ediciones de la Copa América Femenina (2010 y 2014).
En junio de 2022, anunció su retiro al final de ese año.